# UE Figueres
Unió Esportiva Figueres is een Spaanse voetbalclub uit Figueres in Catalonië. Thuiswedstrijden worden afgewerkt in het Estadi Municipal de Vilatenim, dat 9.472 plaatsen heeft.

## Geschiedenis
UE Figueres werd opgericht op 13 april 1919. Op 25 augustus 1986 werd het huidige stadion Estadi Municipal de Vilatenim in gebruik genomen. De nieuwe thuisbasis had een goede invloed op UE Figueres, want na een goed seizoen promoveerde de Catalaanse club in 1987 naar de Segunda División A. Het seizoen 1991/1992 werd het beste seizoen dat de club ooit meemaakte. UE Figueres haalde in 1992 de play-offs voor promotie naar de Primera División, waarin Cádiz CF echter te sterk bleek. Destijds speelden ook onder meer doelman Antoni Jiménez, Pere Gratacós, Francesc Vilanova, middenvelder Luis Cembranos en aanvaller Francisco José Carrasco bij de Catalaanse club. Tot het seizoen 1993/1994 speelde UE Figueres in de Segunda División A, totdat de club degradeerde naar de Segunda División B.
De grootste prestatie in de geschiedenis van de club vond plaats in het seizoen 2001/2002, toen UE Figueres de halve finales van de Copa del Rey haalde. In de eerste ronde, die gespeeld werd over één wedstrijd, won UE Figueres zeer verrassend van de grote buurman FC Barcelona. Na negentig minuten was er sprake van een doelpuntloos gelijkspel, waarna Kali Garrido in de verlengingen het enige doelpunt en hiermee UE Figueres aan de overwinning hielp. In de tweede ronde werd na strafschoppen een tweede club uit de Primera División verslagen in de vorm van CA Osasuna. Vervolgens plaatste UE Figueres zich ten koste van eerst Novelda CF (2-1, 0-0) en daarna Córdoba CF (2-0, 0-0) voor de halve finales van het bekertoernooi. Hierin was Deportivo La Coruña de tegenstander. De Galicische club was uiteindelijk te sterk voor UE Figueres. Het eerste duel eindigde in een 0-1 nederlaag voor UE Figueres, terwijl het in de tweede wedstrijd 1-1 werd. Het sprookje was UE Figueres was voorbij en Deportivo zou in de finale tegen Real Madrid uiteindelijk de beker winnen.
In het seizoen 2006/2007 droeg de club de naam Miapuesta Figueres naar de hoofdsponsor Miapuesta, een Spaans wedkantoor. In 2007 kampte UE Figueres met financiële problemen en een gebrek aan publieke interesse. De club bood daarom de plaats in de Segunde División B te koop aan. FC Barcelona B, dat dat jaar degradeerde naar de Tercera División, werd lange tijd beschouwd als de waarschijnlijkste koper, maar uiteindelijk nam UE Castelldefels de plaats van UE Figueres in. De club zelf maakte een doorstart en ging spelen in de Tercera Territorial.

## Erelijst
- Trofeu Moscardó

1969

## Bekende (oud-)spelers
- Aureli Altimira
- Francisco José Carrasco
- Xavier Comas
- Luis Cembranos
- Pere Gratacós
- Antoni Jiménez
- Amaro Nadal
- Óscar Serrano
- Francesc Vilanova